# Stanley Myers
Stanley Myers (Birmingham, Inglaterra, 6 de octubre de 1930 - 9 de noviembre de 1993) fue un músico y compositor británico que trabajó en unas sesenta películas. Entre otras, destaca su pieza para guitarra "Cavatina".

## Biografía
Myers nació en Birmingham, Warwickshire, Inglaterra; De adolescente estudió en el King Edward's School de Edgbaston, un suburbio de Birmingham.
Trabajó como compositor musical ocasional para la televisión, por ejemplo, para la serie de ciencia ficción sobre el doctor Who, de 1964; en el tema All Gas and Gaiters; y en el tema de la serie de la BBC Question Time. Es más conocido por ser el compositor de los temas musicales de famosas películas de terror como House of Whipcord, Frightmare, House of Mortal Sin y Schizo para el director Pete Walker.
Pero sobre todo, ganó fama por su "Cavatina". Este melancólico tema para guitarra, ya publicado en su álbum Changes, de 1971, sirvió para presentar la película de Michael Cimino, El cazador (1978), y por el que Myers consiguió el Premio Ivor Novello. Las versiones algo diferentes de esta pieza, de John Williams, para la película The Walking Stick, y con letra de las cantantes Cleo Laine e Iris Williams (He Was Beautiful), hicieron de "Cavatina" un tema muy popular.
En los ochenta trabajó varias veces con el director Stephen Frears. Su tema Prick Up Your Ears (1987) ganó el premio del festival de Cannes a la "Mejor contribución artística". También compuso para el film Wish You Were Here y para otras películas de bajo presupuesto (Time Traveler, Blind Date, The Wind, Zero Boys) del director Nico Mastorakis, en colaboración con Hans Zimmer. Consiguió el premio Ivor Novello por la banda sonora de The Witches en 1991.
Myers murió de cáncer a los 63 años en Kensington and Chelsea, Londres.

## Filmografía
| - Kaleidoscope (1966) - Ulysses (1967) - Separation (1967) - No Way to Treat a Lady (1968) - Otley (1968) - The Night of the Following Day (1968) - Michael Kohlhaas – der Rebell (1969) - Age of Consent (1969) - Two Gentlemen Sharing (1969) - Tropic of Cancer (1970) - The Walking Stick (1970) - Underground (1970) - Tam-Lin (1970) - A Severed Head (1970) - Take a Girl Like You (1970) - The Raging Moon (1971) - Zee and Co. (1972) - Sitting Target (1972) - King, Queen, Knave (1972) - Divorce His, Divorce Hers (1973) - The Love Ban (1973) | - The Blockhouse (1973) - House of Whipcord (1974) - Little Malcolm (1974) - Caravan to Vaccarès (1974) - Frightmare (1974) - The Apprenticeship of Duddy Kravitz (1974) - The Wilby Conspiracy (1975) - Conduct Unbecoming (1975) - House of Mortal Sin (1975) - Coup de Grâce (1976) - Schizo (1976) - A Portrait of the Artist as a Young Man (1977) - The Greek Tycoon (1978) - The Comeback (1978) - Absolution (1978) - The Deer Hunter (1978) - The Class of Miss MacMichael (1979) - Yesterday's Hero (1979) - The Great Riviera Bank Robbery (1979) - A Nightingale Sang in Berkeley Square (1979) - Border Cop (1979) | - The Martian Chronicles (1980) - The Watcher in the Woods (1980) - Lady Chatterley's Lover (1981) - The Incubus (1982) - Moonlighting (1982) - Eureka (1983) - The Honorary Consul (1983) - Success Is the Best Revenge (1984) - Blind Date (1984) - The Zany Adventures of Robin Hood (1984) - The Chain (1984) - Black Arrow (1985) - Insignificance (1985) - Dreamchild (1985) - My Beautiful Laundrette (1985) - The Lightship (1986) - Castaway (1986) - Strong Medicine (1986) - The Second Victory (1987) - Prick Up Your Ears (1987) - Wish You Were Here (1987) | - Sammy and Rosie Get Laid (1987) - Piedras para Ibarra (1988) - Taffin (1988) - Stars and Bars (1988) - Paperhouse (1988) - The Boost (1988) - Track 29 (1988) - Danny, the Champion of the World (1989) - Torrents of Spring (1989) - Scenes from the Class Struggle in Beverly Hills (1989) - The Witches (1990) - Rosencrantz & Guildenstern Are Dead (1990) - Iron Maze (1991) - Voyager (1991) - Cold Heaven (1991) - Sarafina! (1992) |

## Premios y distinciones
Festival Internacional de Cine de Cannes
| Año  | Categoría                    | Película         | Resultado |
| ---- | ---------------------------- | ---------------- | --------- |
| 1987 | Mejor contribución artística | Ábrete de orejas | Ganador   |